# تودما (تنالت)
تودما هي إحدى مشيخات المملكة المغربية، تتبع جغرافيا لإقليم شتوكة آيت باها وإداريًا لتنالت. يقدر عدد سكانها بـ 616 نسمة حسب الإحصاء الرسمي للسكان والسكنى لسنة 2004.